# Hrvatska na OI 2008.
Prema izvještaju Hrvatskog olimpijskog odbora od 22. srpnja 2008. na OI 2008. u Pekingu hrvatski sportaši nastupali su u 15 sportova. Prvi put nakon ostamostaljenja Hrvatske na Olimpijske igre putovali su biciklisti, gimnastičari i jedriličarka. Od natjecateljskog sastava hrvatske olimpijske delegacije u Pekingu 20 je bilo sportašica u 7 sportova; atletika, gimnastika, jedrenje, plivanje, stolni tenis, streljaštvo i taekwondou.

## Svi rezultati hrvatskih olimpijaca

### Atletika

#### Muškarci
| Atletičar          | Disciplina       | Kvalifikacije | Kvalifikacije | Četvrtfinale     | Četvrtfinale     | Polufinale       | Polufinale       | Finale           | Finale           |
| Atletičar          | Disciplina       | Rezultat      | Plasman       | Rezultat         | Plasman          | Rezultat         | Plasman          | Rezultat         | Plasman          |
| ------------------ | ---------------- | ------------- | ------------- | ---------------- | ---------------- | ---------------- | ---------------- | ---------------- | ---------------- |
| Juraj Grabušić     | 110m s preponama | 14.18         | 39.           | Nije se plasirao | Nije se plasirao | Nije se plasirao | Nije se plasirao | Nije se plasirao | Nije se plasirao |
| Martin Marić       | Bacanje diska    | 59.25         | 29.           |                  |                  |                  |                  | Nije se plasirao | Nije se plasirao |
| András Haklits     | Bacanje kladiva  | 77.12         | 4.            |                  |                  |                  |                  | 76.58            | 10.              |
| Nedžad Mulabegović | Bacanje kugle    | 19.35         | 29.           |                  |                  |                  |                  | Nije se plasirao | Nije se plasirao |

#### Žene
| Atletičarka      | Disciplina       | Kvalifikacije | Kvalifikacije | Četvrtfinale | Četvrtfinale | Polufinale        | Polufinale        | Finale            | Finale            |
| Atletičarka      | Disciplina       | Rezultat      | Plasman       | Rezultat     | Plasman      | Rezultat          | Plasman           | Rezultat          | Plasman           |
| ---------------- | ---------------- | ------------- | ------------- | ------------ | ------------ | ----------------- | ----------------- | ----------------- | ----------------- |
| Vanja Perišić    | 800 metara       | 2:06.82       | 35.           |              |              | Nije se plasirala | Nije se plasirala | Nije se plasirala | Nije se plasirala |
| Nikolina Horvat  | 400m s preponama | 56.65         | 18.           |              |              | Nije se plasirala | Nije se plasirala | Nije se plasirala | Nije se plasirala |
| Vera Begić       | Bacanje diska    | 58.50         | 22.           |              |              | Nije se plasirala | Nije se plasirala | Nije se plasirala | Nije se plasirala |
| Ivana Brkljačić  | Bacanje kladiva  | 68.38         | 16.           |              |              |                   |                   | Nije se plasirala | Nije se plasirala |
| Sanja Gavrilović | Bacanje kladiva  | 60.55         | 45.           |              |              |                   |                   | Nije se plasirala | Nije se plasirala |
| Blanka Vlašić    | Skok u vis       | 1.93          | 6.            |              |              |                   |                   | 2.05              |                   |

### Biciklizam
| Biciklist           | Disciplina          | Vrijeme          | Plasman      |
| ------------------- | ------------------- | ---------------- | ------------ |
| Radoslav Rogina     | Cestovna utrka      | 6:26:17 (+2:38)  | 26.          |
| Matija Kvasina      | Cestovna utrka      | 6:34:26 (+10:37) | 57.          |
| Matija Kvasina      | Utrka na kronometar | 1:09.06 (+6:55)  | 38.          |
| Vladimir Miholjević | Cestovna utrka      | Nije završio     | Nije završio |

### Boks
| Boksač                 | Disciplina        | Prvi krug                         | Osmina finala                  | Četvrtfinale       | Polufinale         | Finale             | Finale           |
| Boksač                 | Disciplina        | Protivnik Rezultat                | Protivnik Rezultat             | Protivnik Rezultat | Protivnik Rezultat | Protivnik Rezultat | Pozicija         |
| ---------------------- | ----------------- | --------------------------------- | ------------------------------ | ------------------ | ------------------ | ------------------ | ---------------- |
| Marijo Šivolija-Jelica | do 81 kilogram    | Satupaitea Farani Tavui Pob. K.O. | Džakon Kurbanov Por. 1 − 8     | Nije se plasirao   | Nije se plasirao   | Nije se plasirao   | Nije se plasirao |
| Marko Tomasović        | preko 91 kilogram |                                   | Roberto Cammarelle Por. 1 − 13 | Nije se plasirao   | Nije se plasirao   | Nije se plasirao   | Nije se plasirao |

### Gimnastika

#### Muškarci
| Gimnastičar | Disciplina          | Sprava | Sprava             | Sprava | Sprava  | Sprava            | Sprava            | Kvalifikacija | Kvalifikacija | Finale           | Finale           |
| Gimnastičar | Disciplina          | Parter | Konj s hvataljkama | Ruče   | Preskok | Paralelna vratila | Vodoravno vratilo | Ukupno        | Pozicija      | Ukupno           | Pozicija         |
| ----------- | ------------------- | ------ | ------------------ | ------ | ------- | ----------------- | ----------------- | ------------- | ------------- | ---------------- | ---------------- |
| Filip Ude   | Ritmička gimnastika | 14.775 | 15.475             |        |         |                   |                   | 30.250        | 87.           | Nije se plasirao | Nije se plasirao |
| Filip Ude   | Konj s hvataljkama  |        | 15.475             |        |         |                   |                   | 15.475        | 3.            | 15.725           |                  |

#### Žene
| Gimnastičarka | Disciplina          | Sprava  | Sprava  | Sprava | Sprava | Kvalifikacija | Kvalifikacija | Finale           | Finale           |
| Gimnastičarka | Disciplina          | Preskok | Vratilo | Greda  | Parter | Ukupno        | Pozicija      | Ukupno           | Pozicija         |
| ------------- | ------------------- | ------- | ------- | ------ | ------ | ------------- | ------------- | ---------------- | ---------------- |
| Tina Erceg    | Ritmička gimnastika | 13.650  | 11.825  | 14.075 | 13.700 | 53.250        | 57.           | Nije se plasirao | Nije se plasirao |

### Jedrenje

#### Muškarci
| Jedriličar                      | Disciplina | Utrka | Utrka | Utrka | Utrka  | Utrka | Utrka | Utrka | Utrka | Utrka | Utrka | Utrka | Ukupno Bod. | Net Bod. | Pozicija |
| Jedriličar                      | Disciplina | 1     | 2     | 3     | 4      | 5     | 6     | 7     | 8     | 9     | 10    | 11    | Ukupno Bod. | Net Bod. | Pozicija |
| ------------------------------- | ---------- | ----- | ----- | ----- | ------ | ----- | ----- | ----- | ----- | ----- | ----- | ----- | ----------- | -------- | -------- |
| Luka Mratović                   | daska      | 29    | 32    | 34    | 33     | 34    | 34    | 20    | 23    | 32    | 29    | NP    | 299         | 265      | 32.      |
| Luka Radelić                    | Laser      | 26    | 15    | 7     | 21     | 1     | 21    | 3     | 16    | 17    | CAN   | NP    | 127         | 101      | 12.      |
| Šime Fantela Igor Marenić       | 470        | 18    | 6     | 9     | 30 OCS | 12    | 17    | 6     | 7     | 15    | 1     | 8     | 137         | 107      | 9.       |
| Marin Lovrović Siniša Mikuličić | Zvijezda   | 15    | 5     | 14    | 13     | 4     | 14    | 4     | 14    | 15    | 15    | NP    | 113         | 98       | 15.      |

#### Žene
| Jedriličarka        | Disciplina | Utrka | Utrka | Utrka | Utrka | Utrka | Utrka | Utrka | Utrka | Utrka | Utrka | Utrka | Ukupno Bod. | Net Bod. | Pozicija |
| Jedriličarka        | Disciplina | 1     | 2     | 3     | 4     | 5     | 6     | 7     | 8     | 9     | 10    | 11    | Ukupno Bod. | Net Bod. | Pozicija |
| ------------------- | ---------- | ----- | ----- | ----- | ----- | ----- | ----- | ----- | ----- | ----- | ----- | ----- | ----------- | -------- | -------- |
| Mateja Petronijević | Laser      | 8     | 9     | 5     | 4     | 19    | 19    | 13    | 21    | 22    | CAN   | NP    | 120         | 98       | 11.      |

#### Otvoreno
| Jedriličar               | Disciplina | Utrka | Utrka | Utrka | Utrka | Utrka  | Utrka | Utrka | Utrka | Utrka | Utrka | Utrka | Utrka | Utrka   | Utrka   | Utrka   | Utrka | Ukupno Bod. | Net Bod. | Pozicija |
| Jedriličar               | Disciplina | 1     | 2     | 3     | 4     | 5      | 6     | 7     | 8     | 9     | 10    | 11    | 12    | 13      | 14      | 15      | 16    | Ukupno Bod. | Net Bod. | Pozicija |
| ------------------------ | ---------- | ----- | ----- | ----- | ----- | ------ | ----- | ----- | ----- | ----- | ----- | ----- | ----- | ------- | ------- | ------- | ----- | ----------- | -------- | -------- |
| Ivan Kljaković Gašpić    | Finn       | 7     | 10    | 10    | 8     | 16     | 9     | 1     | 13    | 18    |       |       |       |         |         |         |       | 92          | 76       | 8.       |
| Petar Cupać Pavle Kostov | 49er       | 14    | 16    | 16    | 18    | 20 OCS | 11    | 9     | 19    | 18    | 10    | 17    | 10    | Otkazao | Otkazao | Otkazao | NP    | 178         | 158      | 17.      |

### Kajak i kanu

#### Mirne vode
| Sportaš       | Disciplina | Kvalifikacije | Kvalifikacije | Polufinale | Polufinale | Finale   | Finale   |
| Sportaš       | Disciplina | Vrijeme       | Pozicija      | Vrijeme    | Pozicija   | Vrijeme  | Pozicija |
| ------------- | ---------- | ------------- | ------------- | ---------- | ---------- | -------- | -------- |
| Stjepan Janić | 500 m      | 1:37.724      | 3.            | 1:41.689   | 1.         | 1:38.729 | 9.       |
| Stjepan Janić | 1000 m     | 3:31.369      | 2.            | 3:33.942   | 2.         | 3:30.495 | 7.       |

#### Slalom
| Sportaš         | Disciplina | Kvalifikacije | Kvalifikacije | Polufinale       | Polufinale       | Finale           | Finale           |
| Sportaš         | Disciplina | Vrijeme       | Pozicija      | Vrijeme          | Pozicija         | Vrijeme          | Pozicija         |
| --------------- | ---------- | ------------- | ------------- | ---------------- | ---------------- | ---------------- | ---------------- |
| Emir Mujčinović | C-1        | 189.31        | 15.           | Nije se plasirao | Nije se plasirao | Nije se plasirao | Nije se plasirao |

### Košarka
Prvi krug
| Momčad     | Uta. | Pob. | Por. | PoK. | PrK. | KR.  | Bod. |
| ---------- | ---- | ---- | ---- | ---- | ---- | ---- | ---- |
| Litva      | 5    | 4    | 1    | 425  | 400  | +25  | 9    |
| Argentina  | 5    | 4    | 1    | 425  | 361  | +64  | 9    |
| Hrvatska   | 5    | 3    | 2    | 399  | 380  | +19  | 8    |
| Australija | 5    | 3    | 2    | 457  | 405  | +52  | 8    |
| Rusija     | 5    | 1    | 4    | 387  | 406  | -19  | 6    |
| Iran       | 5    | 0    | 5    | 323  | 464  | -141 | 5    |

| 10. kolovoza 20:00                                         |         |                                                                     |                                                                    |
| Australija                                                 | 82 - 97 | Hrvatska                                                            | Stadion Wukesong, Peking Broj gledatelja: 11,083 Sudac: Eddie Rush |
| Koševi: Nielsen 13 Skokovi: Anstey 7 Asistencije: Barlow 3 |         | Koševi: Prkačin, Banić 16 Skokovi: Lončar 10 Asistencije: Popović 5 | Stadion Wukesong, Peking Broj gledatelja: 11,083 Sudac: Eddie Rush |

| 12. kolovoza 11:15                                                 |         |                                                                               |                                                                           |
| Hrvatska                                                           | 85 - 78 | Rusija                                                                        | Stadion Wukesong, Peking Broj gledatelja: 11,083 Sudac: Nikolaos Zavlanos |
| Koševi: Popović 22 Skokovi: Barać 7 Asistencije: Popović, Lončar 3 |         | Koševi: Kiriljenko 18 Skokovi: Kiriljenko 6 Asistencije: Kiriljenko, Bijkov 3 | Stadion Wukesong, Peking Broj gledatelja: 11,083 Sudac: Nikolaos Zavlanos |

| 14. kolovoza 22:15                                            |         |                                                             |                                                                      |
| Argentina                                                     | 77 - 53 | Hrvatska                                                    | Stadion Wukesong, Peking Broj gledatelja: 11,083 Sudac: Juan Arteaga |
| Koševi: Nocioni 18 Skokovi: Nocioni 8 Asistencije: Ginóbili 8 |         | Koševi: Banić, Tomas 9 Skokovi: Banić 6 Asistencije: Ukić 2 | Stadion Wukesong, Peking Broj gledatelja: 11,083 Sudac: Juan Arteaga |

| 16. kolovoza 14:30                                  |         |                                                                        |                                                                           |
| Hrvatska                                            | 73 - 86 | Litva                                                                  | Stadion Wukesong, Peking Broj gledatelja: 11,083 Sudac: Nikolaos Zavlanos |
| Koševi: Ukić 13 Skokovi: Banić 7 Asistencije: Kus 3 |         | Koševi: Lukauskis 20 Skokovi: Lavrinovič 7 Asistencije: Jasikevičius 6 | Stadion Wukesong, Peking Broj gledatelja: 11,083 Sudac: Nikolaos Zavlanos |

| 18. kolovoza 9:30                                         |         |                                                                      |                                                                         |
| Iran                                                      | 57 - 91 | Hrvatska                                                             | Stadion Wukesong, Peking Broj gledatelja: 11,083 Sudac: Carl Jungebrand |
| Koševi: Nikah 25 Skokovi: Hadadi 15 Asistencije: Hadadi 2 |         | Koševi: Rozić, Tomas 16 Skokovi: Lončar, Barać 7 Asistencije: Ukić 8 | Stadion Wukesong, Peking Broj gledatelja: 11,083 Sudac: Carl Jungebrand |

Četvrtfinale
| 20. kolovoza 14:30                                                         |         |                                                                         |                                                                           |
| Španjolska                                                                 | 72 - 59 | Hrvatska                                                                | Stadion Wukesong, Peking Broj gledatelja: 11,083 Sudac: Nikolaos Zavlanos |
| Koševi: P. Gasol 20 Skokovi: P. Gasol 10 Asistencije: Calderón, P. Gasol 2 |         | Koševi: Banić 15 Skokovi: Banić, Planinić 5 Asistencije: Kus, Nicević 2 | Stadion Wukesong, Peking Broj gledatelja: 11,083 Sudac: Nikolaos Zavlanos |

### Plivanje

#### Muškarci
| Duje Draganja                                            | 50m slobodno   | 22.05      | 12. | 21.85 DR         | 10.              | Nije se plasirao  | Nije se plasirao  |                   |                   |
| Duje Draganja                                            | 100m slobodno  | 49.49      | 34. | Nije se plasirao | Nije se plasirao | Nije se plasirao  | Nije se plasirao  |                   |                   |
| Marko Strahija                                           | 100m leđno     | 55.89      | 34. | Nije se plasirao | Nije se plasirao | Nije se plasirao  | Nije se plasirao  |                   |                   |
| Mario Todorović                                          | 100m leptir    | 52.26 DR   | 20. | Nije se plasirao | Nije se plasirao | Nije se plasirao  | Nije se plasirao  |                   |                   |
| Gordan Kožulj                                            | 100m leđno     | 55.05      | 24. | Nije se plasirao | Nije se plasirao | Nije se plasirao  | Nije se plasirao  |                   |                   |
| Gordan Kožulj                                            | 200m leđno     | 1:57.81    | 8.  | 1:59.22          | 14.              | Nije se plasirao  | Nije se plasirao  |                   |                   |
| Aleksej Puninski                                         | 100m leptir    | 53.65      | 47. | Nije se plasirao | Nije se plasirao | Nije se plasirao  | Nije se plasirao  |                   |                   |
| Saša Imprić                                              | 200m mješovito | 2:01.83    | 29. | Nije se plasirao | Nije se plasirao | Nije se plasirao  | Nije se plasirao  |                   |                   |
| Vanja Rogulj                                             | 100m prsno     | 1:02.42    | 42. | Nije se plasirao | Nije se plasirao | Nije se plasirao  | Nije se plasirao  |                   |                   |
| Nikša Roki                                               | 400m mješovito | 4:22.44 DR | 23. | Nije se plasirao | Nije se plasirao | Nije se plasirao  | Nije se plasirao  |                   |                   |
| Nikša Roki                                               | 200m leptir    | 1:59.58 DR | 31. | Nije se plasirao | Nije se plasirao | Nije se plasirao  | Nije se plasirao  |                   |                   |
| Dominik Straga                                           | 200m slobodno  | 1:49.63 DR | 37. | Nije se plasirao | Nije se plasirao | Nije se plasirao  | Nije se plasirao  |                   |                   |
| Gordan Kožulj Vanja Rogulj Mario Todorović Duje Draganja | 4 x 100 m      | 3:37.69    | 12. |                  |                  | Nisu se plasirali | Nisu se plasirali | Nisu se plasirali | Nisu se plasirali |

#### Žene
| Plivačica          | Disciplina    | Kvalifikacije | Kvalifikacije | Polufinale        | Polufinale        | Finale            | Finale            |
| Plivačica          | Disciplina    | Vrijeme       | Pozicija      | Vrijeme           | Pozicija          | Vrijeme           | Pozicija          |
| ------------------ | ------------- | ------------- | ------------- | ----------------- | ----------------- | ----------------- | ----------------- |
| Sanja Jovanović    | 100m leđno    | 1:01.30       | 22.           | Nije se plasirala | Nije se plasirala | Nije se plasirala | Nije se plasirala |
| Sanja Jovanović    | 200m leđno    | 2:15.57       | 31.           | Nije se plasirala | Nije se plasirala | Nije se plasirala | Nije se plasirala |
| Monika Babok       | 50m slobodno  | 26.84         | 49.           | Nije se plasirala | Nije se plasirala | Nije se plasirala | Nije se plasirala |
| Smiljana Marinović | 100m prsno    | 1:10.94       | 33.           | Nije se plasirala | Nije se plasirala | Nije se plasirala | Nije se plasirala |
| Smiljana Marinović | 200m prsno    | 2:32.80       | 34.           | Nije se plasirala | Nije se plasirala | Nije se plasirala | Nije se plasirala |
| Anja Trišić        | 200m slobodno | 2:03.57       | 42.           | Nije se plasirala | Nije se plasirala | Nije se plasirala | Nije se plasirala |

### Rukomet
Izbornik Hrvatske rukometne reprezentacije Lino Červar poveo je sljedeće rukometaše:
- Venio Losert
- Mirko Alilović
- Ljubo Vukić
- Goran Šprem
- Mirza Džomba
- Zlatko Horvat
- Igor Vori
- Renato Sulić
- Blaženko Lacković
- Tonči Valčić
- Davor Dominiković
- Drago Vuković
- Ivano Balić
- Domagoj Duvnjak
- Petar Metličić

Prvi krug
| Momčad     | Uta. | Pob. | Izj. | Por. | PoG. | PrG. | Gr. | Bodovi |
| ---------- | ---- | ---- | ---- | ---- | ---- | ---- | --- | ------ |
| Francuska  | 5    | 4    | 1    | 0    | 148  | 115  | 33  | 9      |
| Poljska    | 5    | 3    | 1    | 1    | 147  | 128  | 19  | 7      |
| Hrvatska   | 5    | 3    | 0    | 2    | 140  | 115  | 25  | 6      |
| Španjolska | 5    | 3    | 0    | 2    | 152  | 145  | 7   | 6      |
| Brazil     | 5    | 1    | 0    | 4    | 129  | 153  | -24 | 2      |
| NR Kina    | 5    | 0    | 0    | 5    | 104  | 164  | -60 | 0      |

| 10. kolovoza 09:00 |             |            |                                                  |
| Hrvatska           | 31–29       | Španjolska | Olimpijski sportski centar Sudac: Lemme, Ullrich |
| Lacković, Džomba 5 | (Izvještaj) | Garcia 8   | Olimpijski sportski centar Sudac: Lemme, Ullrich |

| 12. kolovoza 9:00 |             |          |                                                   |
| Brazil            | 14–33       | Hrvatska | Olimpijski sportski centar Sudac: Gjeding, Hansen |
| Ertel, Souza 3    | (Izvještaj) | Džomba 7 | Olimpijski sportski centar Sudac: Gjeding, Hansen |

| 14. kolovoza 20:45 |             |          |                                                      |
| Francuska          | 23–19       | Hrvatska | Olimpijski sportski centar Sudac: Černega, Poladenko |
| Gille 7            | (Izvještaj) | Džomba 5 | Olimpijski sportski centar Sudac: Černega, Poladenko |

| 16. kolovoza 19:00 |             |              |                                                   |
| Hrvatska           | 24–27       | Poljska      | Olimpijski sportski centar Sudac: Gjeding, Hansen |
| Džomba 7           | (Izvještaj) | Tluczynski 7 | Olimpijski sportski centar Sudac: Gjeding, Hansen |

| 18. kolovoza 15:45 |             |         |                                                           |
| Hrvatska           | 33–22       | NR Kina | Olimpijski sportski centar Sudac: Karbas-Chi, Kolahdouzan |
| Šprem 8            | (Izvještaj) | Hao 6   | Olimpijski sportski centar Sudac: Karbas-Chi, Kolahdouzan |

Četvrtfinale
| 20. kolovoza 18:00 |             |          |                                                 |
| Danska             | 24–26       | Hrvatska | Olimpijski sportski centar Sudac: Breto, Huelin |
| Christiansen 6     | (Izvještaj) | Šprem 7  | Olimpijski sportski centar Sudac: Breto, Huelin |

Polufinale
| 22. kolovoza 18:00 |             |                 |                                                       |
| Francuska          | 25–23       | Hrvatska        | Pekinški nacionalni stadion Sudac: Černega, Poladenko |
| Burdet, Narcisse 6 | (Izvještaj) | Horvat, Šprem 5 | Pekinški nacionalni stadion Sudac: Černega, Poladenko |

Utakmica za broncu
| 24. kolovoza 13:30 |             |                  |                                              |
| Hrvatska           | 29–35       | Španjolska       | Pekinški nacionalni stadion Sudac: Din, Dinu |
| Duvnjak 7          | (Izvještaj) | Prieto, Garcia 7 | Pekinški nacionalni stadion Sudac: Din, Dinu |

### Stolni tenis

#### Muškarci

##### Pojedinačno
| Stolnotenisač  | Disciplina  | Kvalifikacije      | 1. krug            | 2. krug                    | 3. krug                 | 4. krug            | Četvrtfinale              | Polufinale         | Finale             |
| Stolnotenisač  | Disciplina  | Protivnik Rezultat | Protivnik Rezultat | Protivnik Rezultat         | Protivnik Rezultat      | Protivnik Rezultat | Protivnik Rezultat        | Protivnik Rezultat | Protivnik Rezultat |
| -------------- | ----------- | ------------------ | ------------------ | -------------------------- | ----------------------- | ------------------ | ------------------------- | ------------------ | ------------------ |
| Zoran Primorac | Pojedinačno | Nije nastupio      | Nije nastupio      | Robert Gardos Pob. 4 − 2   | Michael Maze Pob. 4 − 2 | Jang Zi Pob. 4 − 2 | Jörgen Persson Por. 1 − 4 | Nije se plasirao   | Nije se plasirao   |
| Tan Ruiwu      | Pojedinačno | Nije nastupio      | Nije nastupio      | Kishikawa Seiya Pob. 4 − 1 | Gao Ning Pob. 4 − 0     | Li Čing Pob. 4 − 2 | Vang Likin Por. 0 − 4     | Nije se plasirao   | Nije se plasirao   |

##### Ekipno
13. kolovoza
| Hrvatska | 0–3 | Njemačka |

14. kolovoza
| Hrvatska | 3–1 | Singapur |
| Hrvatska | 3–0 | Kanada   |

| Momčad (Skupina B) | Bod. | Uta. | Pob. | Por. | OG. | IG. |
| ------------------ | ---- | ---- | ---- | ---- | --- | --- |
| Njemačka           | 6    | 3    | 3    | 0    | 9   | 1   |
| Hrvatska           | 5    | 3    | 2    | 1    | 6   | 4   |
| Singapur           | 4    | 3    | 1    | 2    | 5   | 6   |
| Kanada             | 3    | 3    | 0    | 3    | 0   | 9   |

Doigravanje za broncu - 1. krug
| Hrvatska | 1–3 | Austrija |

#### Žene

##### Pojedinačno
| Andrea Bakula | Pojedinačno | Yadira Silva Llorente Pob. 4 − 0 | Huang I-Hwa Por. 1 − 4 | Nije se plasirala           | Nije se plasirala  | Nije se plasirala | Nije se plasirala | Nije se plasirala | Nije se plasirala |                   |                   |
| Tamara Boroš  | Pojedinačno | Nije nastupila                   | Nije nastupila         | Nikoleta Stefanova Pob. 4−1 | Li Jiavei Por. 1-4 | Nije se plasirala | Nije se plasirala | Nije se plasirala | Nije se plasirala | Nije se plasirala | Nije se plasirala |
| Sandra Paović | Pojedinačno | Nije nastupila                   | Lay Jian Fang Pob. 4−3 | Shen Yanfei Por. 2−4        | Nije se plasirala  | Nije se plasirala | Nije se plasirala | Nije se plasirala | Nije se plasirala |                   |                   |

##### Ekipno
13. kolovoza
| Hrvatska | 0–3 | NR Kina  |
| Hrvatska | 0–3 | Austrija |

14. kolovoza
| Hrvatska | 3–1 | Dominikanska Republika |

| Momčad (Skupina A)     | Bod. | Uta. | Pob. | Por. | OG. | IG. |
| ---------------------- | ---- | ---- | ---- | ---- | --- | --- |
| NR Kina                | 6    | 3    | 3    | 0    | 9   | 0   |
| Austrija               | 5    | 3    | 2    | 1    | 6   | 3   |
| Hrvatska               | 4    | 3    | 1    | 2    | 3   | 7   |
| Dominikanska Republika | 3    | 3    | 0    | 3    | 1   | 9   |

### Streljaštvo

#### Muškarci
| Strijelac       | Disciplina        | Kvalifikacija | Kvalifikacija | Finale           | Finale           | Pozicija         |
| Strijelac       | Disciplina        | Rezultat      | Pozicija      | Rezultat         | Ukupno           | Pozicija         |
| --------------- | ----------------- | ------------- | ------------- | ---------------- | ---------------- | ---------------- |
| Petar Gorša     | zračna puška 10 m | 588           | 37.           | Nije se plasirao | Nije se plasirao | Nije se plasirao |
| Petar Gorša     | puška 50m         | 583           | 49.           | Nije se plasirao | Nije se plasirao | Nije se plasirao |
| Petar Gorša     | tri pozicije 50m  | 1148          | 44.           | Nije se plasirao | Nije se plasirao | Nije se plasirao |
| Josip Glasnović | Trap              | 119 (+3)      | 6.            | 21               | 140 (+2)         | 5.               |

#### Žene
| Streljačica            | Disciplina       | Kvalifikacija | Kvalifikacija | Finale            | Finale            | Pozicija          |
| Streljačica            | Disciplina       | Rezultat      | Pozicija      | Rezultat          | Ukupno            | Pozicija          |
| ---------------------- | ---------------- | ------------- | ------------- | ----------------- | ----------------- | ----------------- |
| Snježana Pejčić        | zračna puška 10m | 399           | 3.            | 101.9             | 500.9             |                   |
| Snježana Pejčić        | tri pozicije 50m | 576           | 26.           | Nije se plasirala | Nije se plasirala | Nije se plasirala |
| Suzana Cimbal Špirelja | zračna puška 10m | 393           | 30.           | Nije se plasirala | Nije se plasirala | Nije se plasirala |
| Suzana Cimbal Špirelja | tri pozicije 50m | 580           | 12.           | Nije se plasirala | Nije se plasirala | Nije se plasirala |

### Taekwondo
| Taekwondoašica | Disciplina | Osmina finala                     | Četvrtfinale                | Polufinale                 | Repasaž Polufinale                   | Repasaž Finale             | Finale             | Pozicija |
| Taekwondoašica | Disciplina | Protivnik Rezultat                | Protivnik Rezultat          | Protivnik Rezultat         | Protivnik Rezultat                   | Protivnik Rezultat         | Protivnik Rezultat | Pozicija |
| -------------- | ---------- | --------------------------------- | --------------------------- | -------------------------- | ------------------------------------ | -------------------------- | ------------------ | -------- |
| Martina Zubčić | do 57 kg   | Bat-El Gatterer Pob. 4 - 3        | Debora Nunez Pob. 3 - 2     | Azize Tanrikulu Por. 3 - 5 |                                      | Su Li-Ven Pob. 5 - 4       | NP                 |          |
| Sandra Šarić   | do 67 kg   | Mary Antoinette Rivero Pob. 4 - 1 | Hvang Kjung-Seon Por. 1 - 3 | Nije se plasirala          | Sheikha Maitha Al-Maktoum Pob. 4 - 0 | Asunción Ocasio Pob. 5 - 1 | NP                 |          |

### Tenis
| Tenisač                   | Disciplina  | 1. kolo                                                    | 1. kolo                                                    | 2. kolo                                                    | 2. kolo                                                    | Osmina finala                                              | Osmina finala                                              | Četvrtfinale                                               | Četvrtfinale                                               | Polufinale                                                 | Polufinale                                                 | Finale                                                     | Finale                                                     | Finale                                                     |
| Tenisač                   | Disciplina  | Protivnik                                                  | Rezultat                                                   | Protivnik                                                  | Rezultat                                                   | Protivnik                                                  | Rezultat                                                   | Protivnik                                                  | Rezultat                                                   | Protivnik                                                  | Rezultat                                                   | Protivnik                                                  | Rezultat                                                   |                                                            |
| ------------------------- | ----------- | ---------------------------------------------------------- | ---------------------------------------------------------- | ---------------------------------------------------------- | ---------------------------------------------------------- | ---------------------------------------------------------- | ---------------------------------------------------------- | ---------------------------------------------------------- | ---------------------------------------------------------- | ---------------------------------------------------------- | ---------------------------------------------------------- | ---------------------------------------------------------- | ---------------------------------------------------------- | ---------------------------------------------------------- |
| Marin Čilić               | Pojedinačno | Juan Monaco                                                | Pob. 6-4 6-7 6-3                                           | Fernando González                                          | Por. 6-4 6-2                                               | Nije se plasirao                                           | Nije se plasirao                                           | Nije se plasirao                                           | Nije se plasirao                                           | Nije se plasirao                                           | Nije se plasirao                                           | Nije se plasirao                                           | Nije se plasirao                                           | Nije se plasirao                                           |
| Ivo Karlović              | Pojedinačno | Odustao zbog bolesti (8. kolovoza 2008.)                   | Odustao zbog bolesti (8. kolovoza 2008.)                   | Odustao zbog bolesti (8. kolovoza 2008.)                   | Odustao zbog bolesti (8. kolovoza 2008.)                   | Odustao zbog bolesti (8. kolovoza 2008.)                   | Odustao zbog bolesti (8. kolovoza 2008.)                   | Odustao zbog bolesti (8. kolovoza 2008.)                   | Odustao zbog bolesti (8. kolovoza 2008.)                   | Odustao zbog bolesti (8. kolovoza 2008.)                   | Odustao zbog bolesti (8. kolovoza 2008.)                   | Odustao zbog bolesti (8. kolovoza 2008.)                   | Odustao zbog bolesti (8. kolovoza 2008.)                   | Odustao zbog bolesti (8. kolovoza 2008.)                   |
| Ivan Ljubičić             | Pojedinačno | Odustao zbog ozljede (9. kolovoza 2008.)                   | Odustao zbog ozljede (9. kolovoza 2008.)                   | Odustao zbog ozljede (9. kolovoza 2008.)                   | Odustao zbog ozljede (9. kolovoza 2008.)                   | Odustao zbog ozljede (9. kolovoza 2008.)                   | Odustao zbog ozljede (9. kolovoza 2008.)                   | Odustao zbog ozljede (9. kolovoza 2008.)                   | Odustao zbog ozljede (9. kolovoza 2008.)                   | Odustao zbog ozljede (9. kolovoza 2008.)                   | Odustao zbog ozljede (9. kolovoza 2008.)                   | Odustao zbog ozljede (9. kolovoza 2008.)                   | Odustao zbog ozljede (9. kolovoza 2008.)                   | Odustao zbog ozljede (9. kolovoza 2008.)                   |
| Ivan Ljubičić Marin Čilić | Parovi      | Odustali zbog ozljede Ivana Ljubičića (10. kolovoza 2008.) | Odustali zbog ozljede Ivana Ljubičića (10. kolovoza 2008.) | Odustali zbog ozljede Ivana Ljubičića (10. kolovoza 2008.) | Odustali zbog ozljede Ivana Ljubičića (10. kolovoza 2008.) | Odustali zbog ozljede Ivana Ljubičića (10. kolovoza 2008.) | Odustali zbog ozljede Ivana Ljubičića (10. kolovoza 2008.) | Odustali zbog ozljede Ivana Ljubičića (10. kolovoza 2008.) | Odustali zbog ozljede Ivana Ljubičića (10. kolovoza 2008.) | Odustali zbog ozljede Ivana Ljubičića (10. kolovoza 2008.) | Odustali zbog ozljede Ivana Ljubičića (10. kolovoza 2008.) | Odustali zbog ozljede Ivana Ljubičića (10. kolovoza 2008.) | Odustali zbog ozljede Ivana Ljubičića (10. kolovoza 2008.) | Odustali zbog ozljede Ivana Ljubičića (10. kolovoza 2008.) |

### Vaterpolo
Izbornik Hrvatske vaterpolske reprezentacije Ratko Rudić poveo je sljedeće vaterpoliste:
- Frano Vićan
- Josip Pavić
- Damir Burić
- Andro Bušlje
- Zdeslav Vrdoljak
- Aljoša Kunac
- Maro Joković
- Mile Smodlaka
- Teo Đogaš
- Pavo Marković
- Samir Barać
- Igor Hinić
- Miho Bošković

Prvi krug
|    | Reprezentacija | Bod. | Ut. | Pob. | N. | Por. | Pos. | Pri. | RP  |
| -- | -------------- | ---- | --- | ---- | -- | ---- | ---- | ---- | --- |
| 1. | SAD            | 8    | 5   | 4    | 0  | 1    | 37   | 31   | +6  |
| 2. | Hrvatska       | 8    | 5   | 4    | 0  | 1    | 56   | 31   | +25 |
| 3. | Srbija         | 6    | 5   | 3    | 0  | 2    | 50   | 38   | +12 |
| 4. | Njemačka       | 4    | 5   | 2    | 0  | 3    | 33   | 44   | -11 |
| 5. | Italija        | 4    | 5   | 2    | 0  | 3    | 57   | 50   | +7  |
| 6. | NR Kina        | 0    | 5   | 0    | 0  | 5    | 25   | 64   | -39 |

| 10. kolovoza 2008. 15:20 |        |          |                                                |
| Hrvatska                 | 11 - 7 | Italija  | Ying Tung Natatorium Sudac: Simion, Antsiferov |
| Bošković 3               | Golovi | Felugo 3 | Ying Tung Natatorium Sudac: Simion, Antsiferov |

| 12. kolovoza 2008. 15:20 |        |                  |                                               |
| Srbija                   | 8 - 11 | Hrvatska         | Ying Tung Natatorium Sudac: Turcotte, Klopper |
| Šapić 4                  | Golovi | Barać, Joković 3 | Ying Tung Natatorium Sudac: Turcotte, Klopper |

| 14. kolovoza 2008. 9:30 |        |           |                                                     |
| Hrvatska                | 13 - 5 | Njemačka  | Ying Tung Natatorium Sudac: Moliner Molins, Argyros |
| Burić 3                 | Golovi | Politze 2 | Ying Tung Natatorium Sudac: Moliner Molins, Argyros |

| 16. kolovoza 2008. 12:10 |        |           |                                                |
| Hrvatska                 | 5 - 7  | SAD       | Ying Tung Natatorium Sudac: Simion, Antsiferov |
| Đogaš 2                  | Golovi | Azevedo 3 | Ying Tung Natatorium Sudac: Simion, Antsiferov |

| 18. kolovoza 2008. 16:40 |        |          |                                           |
| Kina                     | 4 - 16 | Hrvatska | Ying Tung Natatorium Sudac: Hart, Argyros |
| Wu 2                     | Golovi | Barać 4  | Ying Tung Natatorium Sudac: Hart, Argyros |

Četvrtfinale
| 20. kolovoza 2008. 16:00       |        |          |                                         |
| Crna Gora                      | 7 - 6  | Hrvatska | Ying Tung Natatorium Sudac: Tulga, Bock |
| Janović N., Ivović, Gojković 2 | Golovi | Hinić 2  | Ying Tung Natatorium Sudac: Tulga, Bock |

Utakmica za 5./6. mjesto
| 14. kolovoza 2008. 13:00 |        |            |                                              |
| Hrvatska                 | 9 - 11 | Španjolska | Ying Tung Natatorium Sudac: Chaney, Kiszelly |
| Bušlje, Đogaš 2          | Golovi | Garcia 4   | Ying Tung Natatorium Sudac: Chaney, Kiszelly |

### Veslanje
| Veslači                    | Disciplina           | Kvalifikacije | Kvalifikacije | Repasaž | Repasaž  | Polufinale | Polufinale | B finale | B finale | Ukupno   |
| Veslači                    | Disciplina           | Vrijeme       | Pozicija      | Vrijeme | Pozicija | Vrijeme    | Pozicija   | Vrijeme  | Pozicija | Pozicija |
| -------------------------- | -------------------- | ------------- | ------------- | ------- | -------- | ---------- | ---------- | -------- | -------- | -------- |
| Siniša Skelin Nikša Skelin | Dvojac bez kormilara | 7:16.35       | 4.            | 6:38.30 | 2.       | 7:14.50    | 6.         | 7:12.19  | 6.       | 12       |
| Ante Kušurin Mario Vekić   | Dvojac na pariće     | 6:27.38       | 2.            |         |          | 6:24.89    | 4.         | NZ       | NZ       | 12       |

## Vanjske poveznice
- HOO - Raspored nastupanja hrvatskih olimpijaca  Arhivirana inačica izvorne stranice od 13. kolovoza 2008. (Wayback Machine)